# Nereis gisserana
Nereis gisserana är en ringmaskart som först beskrevs av Horst 1924.  Nereis gisserana ingår i släktet Nereis och familjen Nereididae.
Artens utbredningsområde är Seychellerna. Inga underarter finns listade i Catalogue of Life.